# Rise Mzansi
Rise Mzansi (RISE) ist eine 2023 gegründete politische Partei in der Republik Südafrika.

## Parteigeschichte
Der Gründungskongress der Partei fand ein Jahr von den Wahlen 2024 am 19. April 2023 am Constitution Hill (Braamfontein, Johannesburg) statt. Parteigründer und erster Parteivorsitzender war Songezo Zibi, ein früherer Redakteur der Wirtschaftszeitung Business Day und Mitbegründer der Denkfabrik Rivonia Circle. Der Parteiname Rise Mzansi („Steh auf Südafrika“) war ein Neologismus aus Englisch Rise und isiXhosa Mzansi. In einer Erklärung zur Gründung hieß es, dass sich die neue Partei auf vermehrte Bürgerbeteiligung und bessere Bildung konzentrieren werde. Die Südafrikaner benötigten eine politische Heimat, die ihre berechtigten Träume ernst nähme, anstatt sie als Futter für persönliche Bereicherung und Macht zu benutzen. Die Regierungspartei ANC stehe für Versagen, Verzweiflung, Inkompetenz und Korruption.
In ihrem Parteiprogramm benannte Rise Mzansi als politische Hauptziele die Verbesserung der inneren Sicherheit, die Stärkung der Wirtschaft und des individuellen Lebensstandards sowie eine verstärkte Verantwortlichkeit von Politikern gegenüber ihrer Wählerschaft. Die Partei beschrieb sich als von den Zielen her „sozialdemokratisch“. In gesellschaftspolitischer Hinsicht nahm sie liberale Standpunkte ein und befürwortete LGBT-Rechte und eine Dekriminalisierung des Drogengebrauchs, bei weiterer Strafverfolgung von Drogenhandel und -verkauf. Sie sprach sich auch für eine Änderung des südafrikanischen Verhältniswahlrechts hin zu einer Mischung aus Verhältniswahl und personalisierter Mehrheitswahl aus.
Im Wahlkampf vor den Wahlen in Südafrika 2024 konzentrierte Rise Mzansi ihre Kampagne auf die bevölkerungsstarken Provinzen Gauteng, KwaZulu-Natal und Westkap. Die Parteiführung gab als Wahlziel bis zu fünf Prozent der Wählerstimmen aus, was von Beobachtern aber für unrealistisch gehalten wurde.
Bei der Wahl zur Nationalversammlung am 29. Mai 2024 erzielte die Partei landesweit 67.975 Stimmen (0,42 %) und gewann damit zwei Parlamentsmandate (0,5 %). Am 22. Juni 2024 erklärte Parteiführer Zibi, dass Rise Mzansi sich an der neu zu bildenden „Regierung der Nationalen Einheit“ beteiligen wolle.